# 雷明登870泵動式霰彈槍
雷明登870（英語：Remington Model 870），是由美國雷明登武器公司製造的泵動式散彈槍。

## 歷史
雷明登870是雷明登4種泵動霰彈槍系列的一種。
約翰·本德森（John Pedersen）在早期設計出Model 10（改進後名為Model 29），後與約翰·白朗寧一起進行設計工作，亦設計出Model 17（改進型為伊薩卡37）及性能優秀的Model 31，但Model 31的訂單卻比溫徹斯特M1912少。
雷明登為了尋求更佳的市場佔有率，在1950年代推出堅固耐用、可靠及價錢低廉的870 Wingmaster。
870系列的銷售量比較穩定，在1973年銷售量達到約二百萬把（為Model 31的十倍）。在1996年，870 Express銷售量超過7百萬把。本系列更是美國史上最高銷售量的泵動霰彈槍。

## 設計
雷明登870系列在底部裝彈，彈殼從機匣右側排出，管式彈倉在槍管下部，扳機為雙動式結構、內部擊鎚設計，槍管內延長式槍機閉鎖。
它的機匣、扳機系統、保險制、及套筒釋放鈕與雷明登7600系列相似，部份零件可與雷明登1100及雷明登11-87互換。
雷明登870系列在市場上的主要競爭對手是莫斯伯格500泵動式霰彈槍。

## 採用
除了美國軍隊以M870的名義使用外，原裝版本的雷明登870獲多國軍隊、特種部隊、執法部門、警隊、動物管制人員、現金押运和保安公司所使用。
除了軍警單位外，雷明登870在民間市場也頗為常見。多數使用者都是買來用於狩獵、競技及自衛等用途，也有人製作非法的削短型版本並用於犯罪。

## 型號
雷明登870泵動式霰彈槍依照民用、警用與軍用需求各有大量不同的版本，這些型號包括：
- Wingmaster－拋光木制槍托
- Express－霧珠式防滑面，緞木或合成纖維護木
- Marine－合成纖維護木及鍍（英语：Electroless nickel plating）镍金屬零件
- MCS[註 1]－可以依照不同需求快速進行改裝槍管、彈倉與槍托，主要用於都市戰與破門突襲用途。
- Police－烤藍或磷酸鹽制作，緞木或合成纖維護木
- Tactical－
  - 全黑色調
  - 18或20寸槍管
  - 改進套筒及後座墊版
  - 原有的8發管式彈倉可再添加2或3發存彈量
  - 三种不同槍托供選擇（獨立握把式、兩种摺疊槍托握把式）

### 仿製品
因設計已不再受專利保護，所以現在有其他廠家仿製或改良雷明登870
- HP9-1泵動式霰彈槍
  - 由中華人民共和國北方工業／雄鷹集團製造[2]；其警用型號，97式系列目前由當地警察和現金押運公司所使用
- Pump Protector
  - 由美國Harrington and Richardson Pardner製造；價格比雷明登生產的870更為便宜
- T85霰彈槍
  - 由中華民國國防部所屬的聯勤205兵工廠為中華民國空軍驅逐機場的飛鳥的需求所研製，僅有原型槍並無量產。

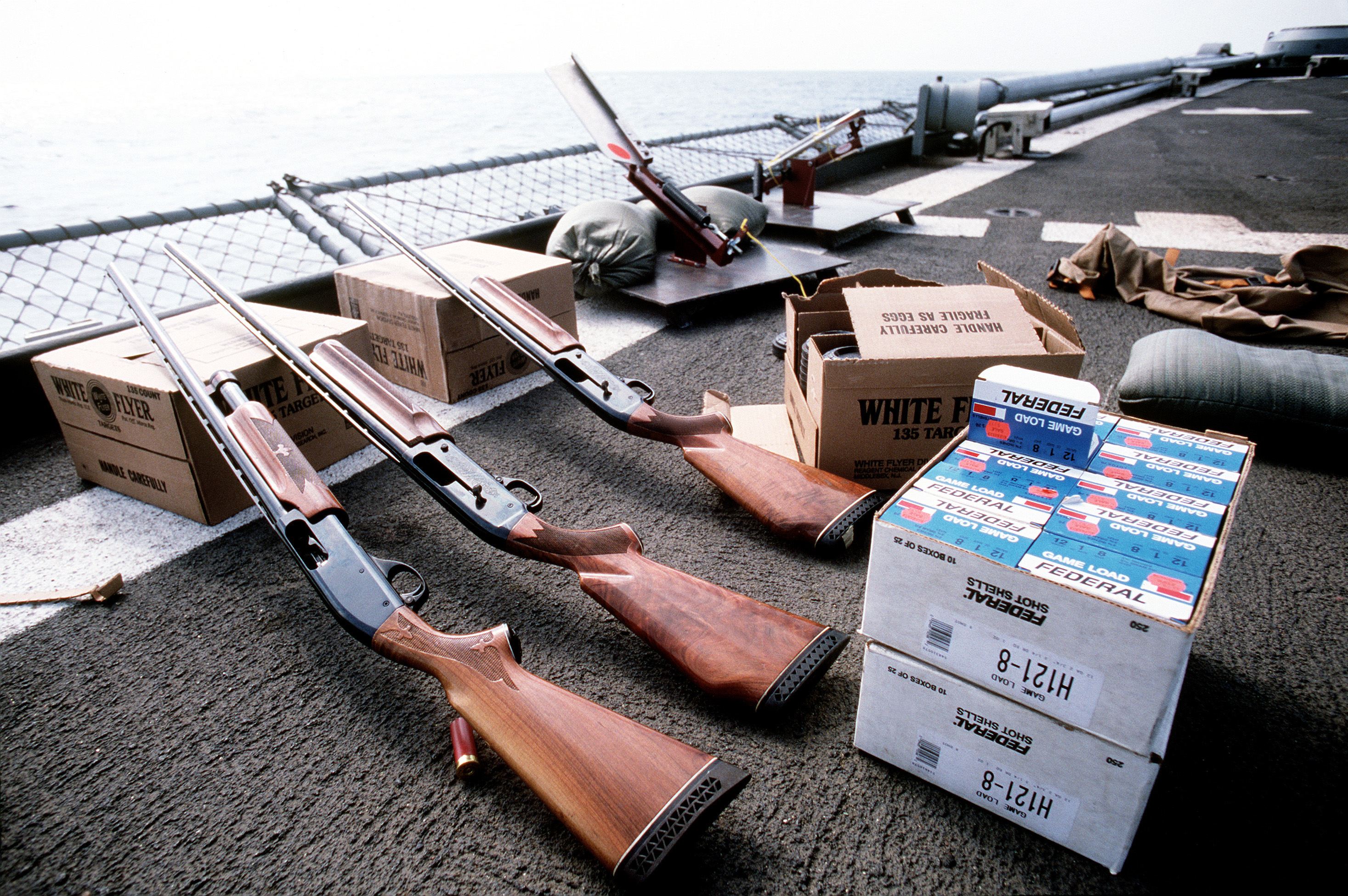
870 Wingmaster
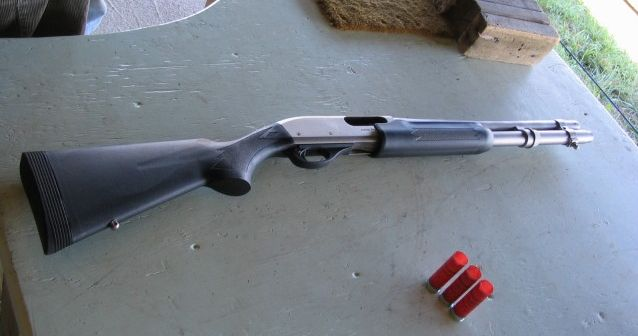
870 Marine
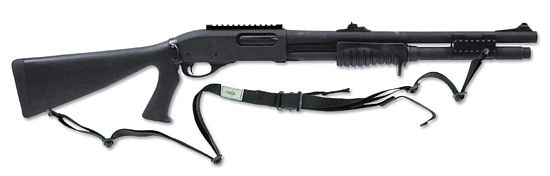
870 Tactical
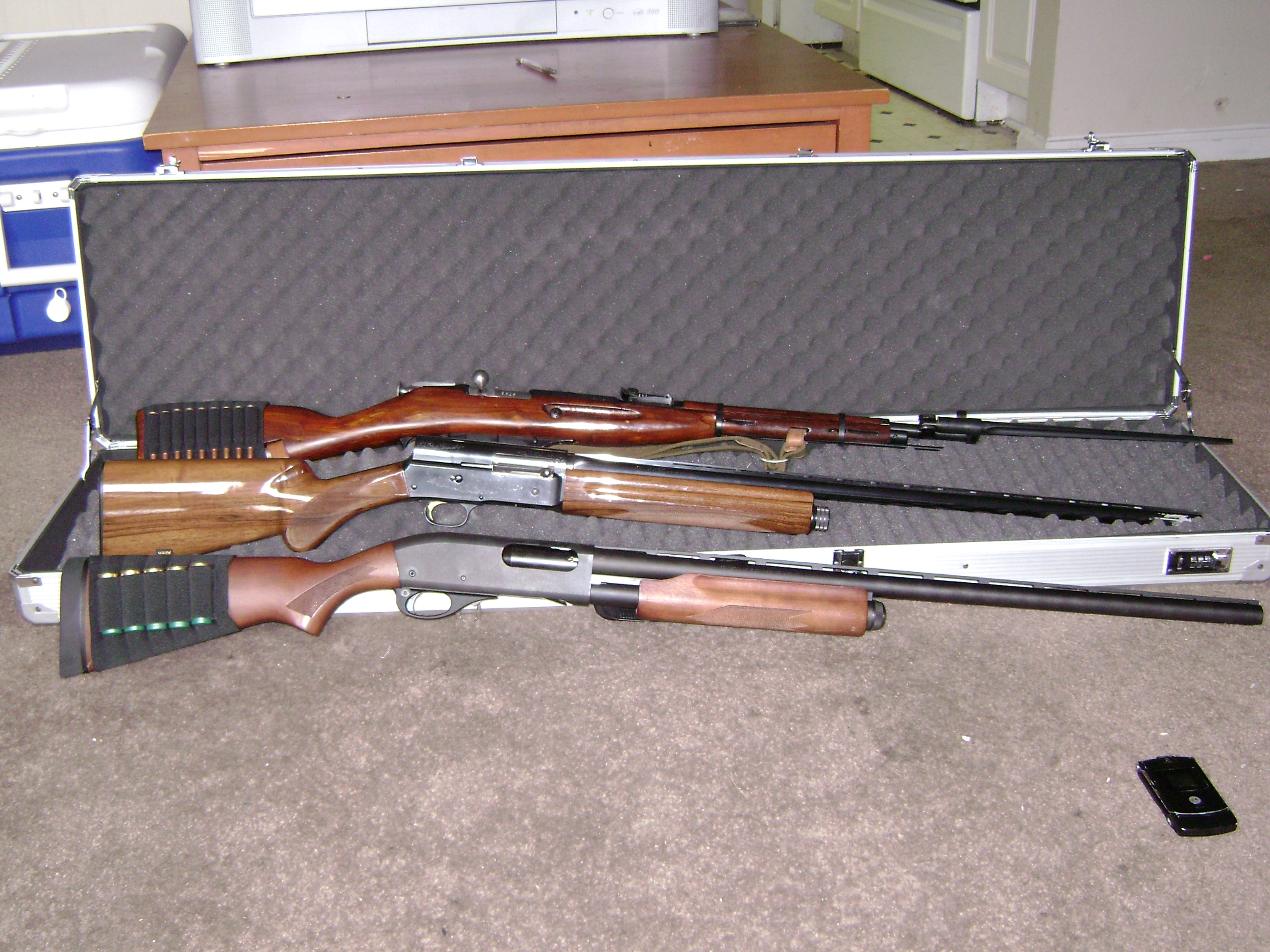
870 Express
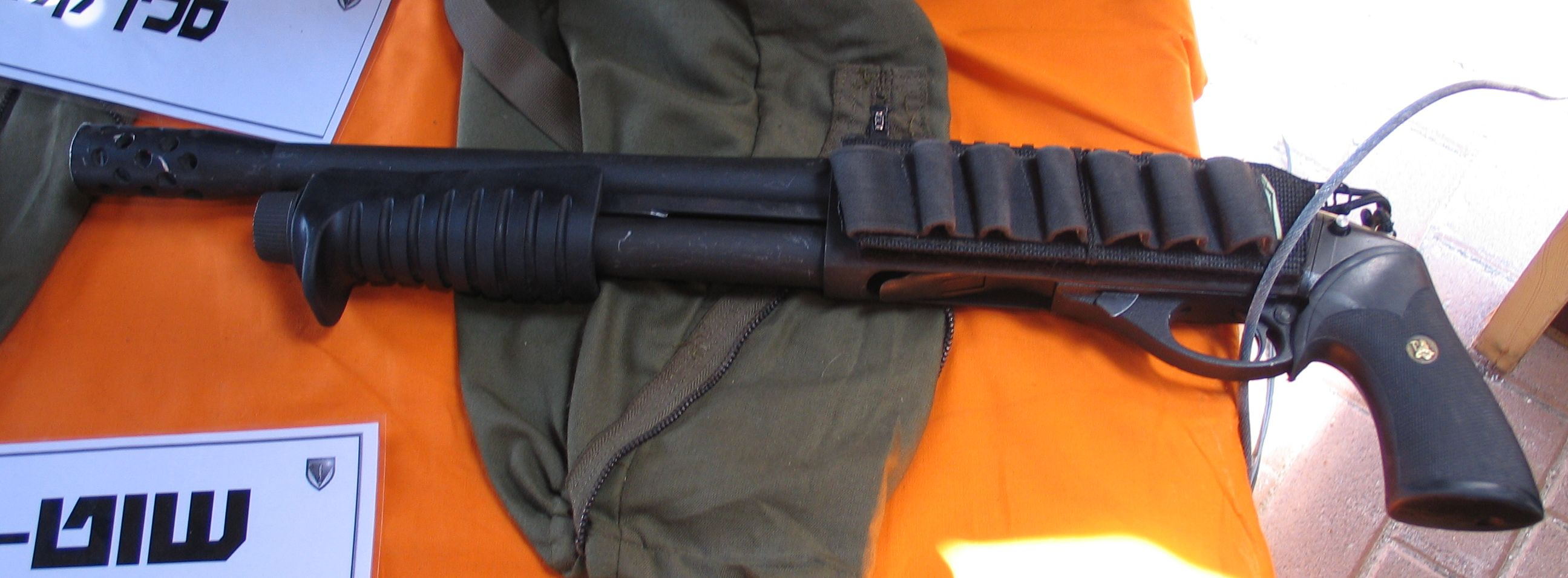
870 MCS Breacher

## 使用國

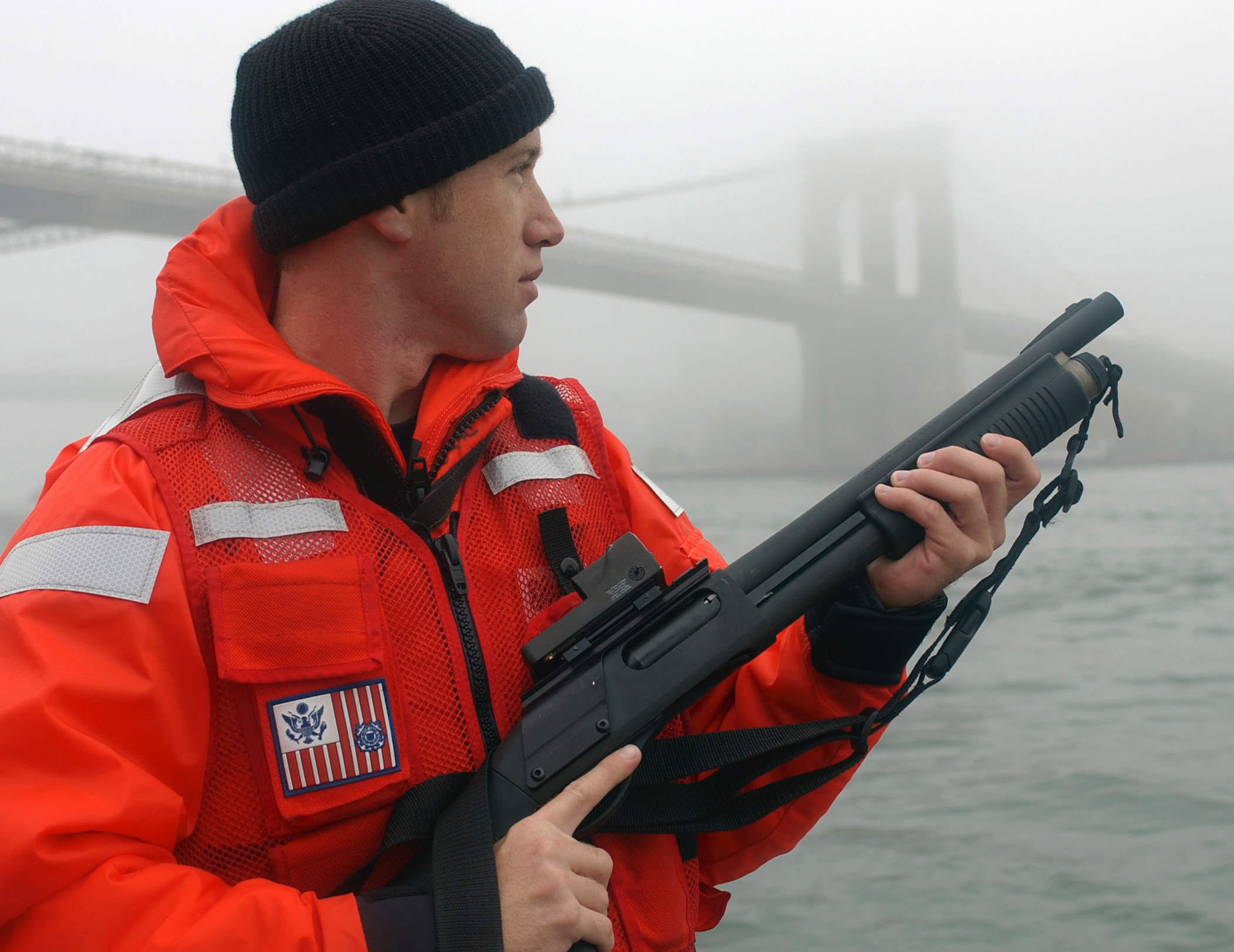
一名美国海岸警卫队沿海安全暨警衛小隊隊員手持的M870配備崔吉康反射瞄準器與經過Speedfeed公司改造的槍托

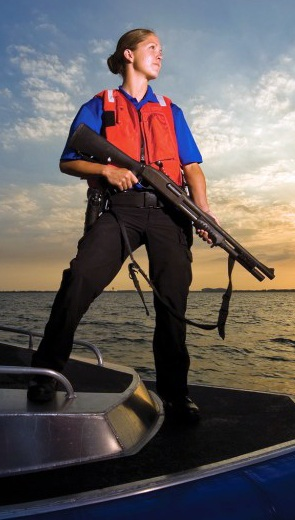
在麥克迪爾空軍基地，一名美国空军保安部隊海陸巡邏人員手持M870

- 阿富汗
- 阿根廷
  - 警察單位
  - 阿根廷武裝部隊
- - 澳大利亚国防军
  - 警察單位
- 奥地利
  - 奥地利聯邦內務部眼鏡蛇作戰司令部
- 巴哈马
- - 孟加拉武裝部隊（英语：Military of Bangladesh）
  - 達卡市特種武器和戰術部隊
- 玻利维亚
- 比利时
  - 特警單位
  - 比利時國防軍
- 巴西
  - 巴西武裝部隊
  - 巴西聯邦警察
- 保加利亚
  - 特警單位
- 柬埔寨
- 加拿大
  - 加拿大軍隊
  - 皇家加拿大騎警
  - 多個地方警察部門
- 智利
  - 警察部門
- 中华人民共和国：採用未授權仿製版本
  - 中國人民解放軍
  - 中華人民共和國人民警察
  - 現金押運公司
- 哥伦比亚
  - 警察部門
- 丹麦
  - 丹麥國防軍
- 埃及：
  - 警察部門
  - 特種部隊單位
- 爱沙尼亚
- 芬兰[3]
  - 芬蘭國防軍
- 法國
  - 法國武裝部隊
  - 法國國家警察
- 匈牙利
  - 特種部隊單位
- 德国
  - 德國聯邦國防軍
  - 德國聯邦警察
  - 德國邦警察（英语：Landespolizei）
- 希腊
  - 特別反恐單位（英语：EKAM）
  - 特種部隊單位
- 英屬香港
  - 皇家香港軍團[4]
  - 皇家香港警察
- 香港
  - 香港警務處（有組織罪案及三合會調查科、毒品調查科、刑事情報科、跟蹤支援隊、衝鋒隊、警察機動部隊、要員保護組、特別任務連及特別戰術小隊）
  - 香港海關
  - 香港機場管理局雀鳥管制組
  - 漁農自然護理署
  - 懲教署
  - 現金押運公司
- 愛爾蘭
  - 特警單位
  - 愛爾蘭陸軍遊騎兵
- 伊朗
  - 警察單位
- 伊拉克
- 以色列
  - 以色列國防軍
  - 以色列國境警察特勤隊
- 印度尼西亞
  - 印度尼西亞武裝部隊
  - 警察單位
- 義大利
  - 義大利國家警察（英语：Polizia di Stato）中央保安行動局（英语：Nucleo Operativo Centrale di Sicurezza）[5]
  - 義大利陸軍第9傘降突擊團（英语：9th Parachute Assault Regiment）
- 日本
  - 特殊急襲部隊
  - 海上保安廳
  - 陸上自衛隊特殊作戰群
- 约旦
- 拉脫維亞
- 黎巴嫩：採用中國仿製版本。
- 立陶宛
- 盧森堡
  - 大公國警察特別單位（英语：Unité Spéciale de la Police）
- 澳門
  - 治安警察局
  - 澳門監獄
- 马来西亚
  - 馬來西亞武裝部隊
  - 馬來西亞皇家警察
  - 馬來西亞監獄署
  - 馬來西亞入境處
- 墨西哥
  - 墨西哥聯邦警察（英语：Federal Police (Mexico)）
- 新西兰
  - 特警單位
- 挪威
- 巴基斯坦
  - 巴基斯坦武裝部隊
  - 多個警察單位
- 菲律賓
  - 菲律賓武裝部隊
  - 多個警察單位
- 波蘭
  - 波蘭武裝力量行動應變及機動組
  - 警察單位
- - 警察單位
- 中華民國
  - 內政部警政署除暴特勤隊
  - 行政院海岸巡防署：用以緝捕非法漁船越界捕撈或盜採砂石，作為登檢船隻後控制漁船人員之用途。[6]。
  - 中華民國國軍
    - 中華民國憲兵
    - 中華民國海軍陸戰隊
    - 中華民國空軍：用以驅散機場跑道之鳥禽類。
- 塞爾維亞
  - 特警單位
- 新加坡
  - 新加坡武裝部隊
  - 新加坡警察部隊
- 沙烏地阿拉伯
  - 沙特阿拉伯武裝部隊
- - 大韓民國國軍特種部隊單位
  - 特警單位
- 西班牙
  - 西班牙武裝部隊
  - 特警單位
- 瑞典
  - 瑞典國防軍
- 瑞士
  - 瑞士陸軍（以MzGw 91的名義使用）
  - 特警單位
- 泰國
  - 泰國皇家軍隊
  - 泰國皇家警察
- 土耳其
  - 特種部隊司令部（英语：Special Forces Command (Turkey)）
- 英国
  - 英國武裝部隊（以L74A1的名義使用）
  - 槍械授權警員
  - 武裝警察單位
  - 英國國防部警察（英语：Ministry of Defense Police）
- 美国
  - 美國武裝部隊（以M870的名義使用）
  - 美國特勤局
  - 聯邦調查局
  - 美國邊境巡邏隊
  - 美國教育部
  - 美國法警局
  - 美國國家稅務局
  - 大量聯邦及地方執法機構
- 乌拉圭
- 委內瑞拉
  - 警察單位
- 越南
  - 越南人民公安局（英语：Vietnam People's Public Security）

## 流行文化
雷明登870不但在現實中十分普及，在各種媒體中也是相當常見的槍械，尤其是在美國電影和電視劇，幾乎無處不在。以下是較著名的例子：

### 電影
- 1984年—《省港旗兵》：由銀行守衛所持有，後被「省港旗兵」們搶奪，用來跟皇家香港警察火拼。
- 1991年—：由莎拉·康納（琳達·漢密爾頓飾演）和洛杉磯警察局的警察官所使用。
- 1995年—《大冒险家》：型号为870 Marine，加装折叠枪托。由黑虎帮老大小黑（Blackie，范·达克霍姆饰）所使用。
- 1996年—《古惑仔之人在江湖》：型號為10英寸槍管警用型、削斷了槍托且使用手枪握把，由赵山河／山鸡（陈小春饰）在与李乾坤／靓坤（吴镇宇饰）决战前，用在后巷击杀其手下，而后空枪被靓坤所抢夺，以挟持包达二／包皮（林晓峰饰）。
- 2000年—《綁票驚爆點（英语：The Way of the Gun）》：由帕克（瑞恩·菲利普飾演）所使用。
- 2000年—《大逃殺》：女子17號野田聰美（神谷涼飾）所分配武器，電影中沒有使用。
- 2003年—：由終結者T-850（阿諾德·施瓦辛格飾演）所使用。
- 2007年—《狙擊生死線》：為槍托鋸短版。由莎拉·芬恩（凱特·瑪拉飾演）所使用，後來被傑克·潘恩（伊萊斯·科提斯飾演）所搶掠。
- 2009年—：摺疊槍托型和固定槍托型，前者由凱爾·里斯（克里斯汀·貝爾飾演）所使用，後者被巴恩斯（凡夫俗子飾演）所使用。
- 2016年—《13小時：班加西的秘密士兵》：型號為870緊湊型，由外交安全總局特工史科特·維克蘭（大衛·君圖力飾演）所使用。

### 電子遊戲
- 2007年—《穿越火线》：型号为870 Marine Magnum、870 Express 14英寸近戰型以及870 MCS破门版，均在商城内以CF点做贩卖：
  - 870 Marine Magnum命名为“Remington 870”，以7发管式彈倉供彈。
  - 870 Express 14英寸近戰型命名为“Remington 870-A”，以7发管式彈倉供彈，使用手枪握把以及M4卡宾枪式样的伸縮槍托，加装刺刀，以及可装载6发弹药的机匣弹药包。使用右键可以使用刺刀，进行近战攻击。
  - 870 MCS破门版命名为“Remington 870-S”，以6发管式彈倉供彈。
- 2008年—：型号为870 MCS，故事模式中由城市警察（CPF）的防暴兵所使用，亦可被女主角绯丝·康纳斯（Faith Connors）所缴获。
- 2008年—《2》：裝上抑制器。
- 2009年—：型號分別為870 Wingmaster和870 Marine Magnum，命名為「Pump Shotgun」和「Chrome Shotgun」。
- 2010年—：型號為870 Wingmaster。
- 2010年—《榮譽勳章》：命名為“870 MCS”。單人模式中裝上EOTECH全息瞄準鏡，載彈量5+1發，由玩家角色“野兔”於“First In”中所使用。聯機模式中為雙方陣營的解鎖武器。
- 2011年—《3》：型號為M870 MCS，為工程兵解鎖武器。
- 2012年—：型號為10英寸槍管警用型，造型上沒有准星且削斷了槍托，命名為“Sawed-Off”（取“截短霰弹枪”之意），以恐怖份子的專屬武器之姿出現；奇怪地削短了槍托，仍可裝填7發霰彈。
- 2012年—：型號為870 MCS破門版，裝有Trijicon RMR反射式瞄準鏡，命名為“870”。單人模式當中由各個敵對陣營所使用，亦被美國海軍特種作戰開發組和中央情報局特別行動組的幹員用作破門用途；多人模式時，則為各陣營前鋒兵的備用槍械。
- 2012年—《II》：型號為870 MCS，在所有模式都有出現。
- 2012年—《戰爭前線》：型號為870 Express战术型、870 Express 14英寸近戰型和870 Tactical，均為醫療兵專用武器。
  - 870 Express战术型命名為“Remington Model 870”，以8發管式彈倉供彈，為醫療兵初始武器，同时亦于PVE模式中由黑木帝国近战手所使用。可以改装枪口配件（通用消音器、霰弹枪消音器）以及瞄准镜（EOTECH 553全息瞄准镜、绿点全息瞄准镜、Aimpoint Comp M4S瞄准镜），擁有林地迷彩改裝版本，傷害大幅提升，載彈上升至10發，可以改装枪口配件（通用消音器、霰弹枪消音器、霰弹枪制退器、霰弹枪刺刀）以及瞄准镜（EoTech 553全息瞄准镜、绿点全息瞄准镜、红点瞄准镜、Aimpoint Comp M4S瞄准镜、Mojji Zero红点瞄准镜）。
    - 林地迷彩版本為活動專屬武器

  - 870 Express 14英寸近戰型命名為“Remington 870 CB”，加裝Knights Armament KAC 870 RAS导轨與Magpul M93 Experimental伸縮槍托，并且加装可装载5发弹药并已装载3发弹药的机匣弹药包，以8發管式彈倉供彈，中國大陸伺服器無需解鎖，歐美與俄羅斯伺服器為普通解鎖，可以改装枪口配件（通用消音器、霰弹枪消音器、霰弹枪制退器）以及瞄准镜（EoTech 553全息瞄准镜、绿点全息瞄准镜、红点瞄准镜、Aimpoint Comp M4S瞄准镜、Mojji Zero红点瞄准镜），擁有周年迷彩改裝版本和流光迷彩改裝版本，提高傷害及載彈，可以改装枪口配件（通用消音器、霰弹枪消音器、霰弹枪制退器、霰弹枪刺刀）以及瞄准镜（EOTECH 553全息瞄准镜、绿点全息瞄准镜、红点瞄准镜、Aimpoint Comp M4S瞄准镜、Mojji Zero红点瞄准镜）。
    - 周年迷彩版本為周年慶活動專屬武器，POINT/K點限時購買；流光迷彩版本欧美服為STEAM特供DLC專屬武器，只能通過下載STEAM特供DLC獲得，而其他服务器则必须通过限时推出的抽奖箱获得。

  - 870 Tactical命名为“Remington 870 RAS”，银白色枪身，加装前握把，顶部导轨和塞奇M14ALCS-BS枪托，以8發管式彈倉供彈，为抽奖武器。可以改装枪口配件（通用消音器、霰弹枪消音器、霰弹枪制退器）以及瞄准镜（Trijicon RMR小型紅點镜、EOTECH 553全息瞄准镜、绿点全息瞄准镜、红点瞄准镜、Aimpoint Comp M4S瞄准镜、Mojji Zero红点瞄准镜），默认安装Trijicon RMR小型紅點鏡。
- 2013年—《美國陸軍：演習場》[7]
- 2013年—《4》：型號為M870 MCS，在聯機模式為工程兵解鎖武器。單人模式中則能夠在解鎖後由主角丹尼爾·雷克所使用。
- 2013年—《2》
- 2015年—：型號為870 Marine Magnum，命名為「870P Magnum」。載彈量6+1發（單人模式為7+1發），聯機模式中預設配備戰術燈，設定為雙方執行者（Enforcer）起始武器。可加裝各種瞄準鏡（反射、眼鏡蛇、全息瞄準鏡（放大1倍）、PKA-S（放大1倍）、Micro T1、SRS 02、Comp M4S、M145（放大3.4倍）、PO（放大3.5倍） 、ACOG（放大4倍）、PSO-1（放大4倍）、IRNV（放大1倍）、FLIR（放大2倍））、附加配件（傾斜式機械瞄具、戰術燈、電筒、激光瞄準器、12鉛徑金屬彈頭、破門彈）及槍口零件（全收束器、改良型收束器）。單人模式當中則能夠由主角尼古拉斯·門多薩所使用，也普遍地由警察、罪犯及「理想結果」的承包人員所使用。
- 2015年—：型号为870 MCS破门版，分別命名為「M870」及“Super Shorty”，由德國聯邦警察第九國境守備隊幹員和澳洲特種空勤團幹員所使用。
- 2016年—《逃離塔科夫》
- 2018年—《叛亂：沙漠風暴》：命名為“M870”，為安全部隊專屬武器。
- 2019年—：型號為870 MCS，命名為“Model 680”，戰役模式中由阿蓋塔拉恐怖組織及其成員的親屬和巴可夫屬下的俄軍部隊所使用。聯機模式中為最早解鎖的霰彈槍，並可進行定制改裝，包括移除槍托及改短／改長槍管等。
- 2019年—《生化危机2 重制版》：命名為「W-870」，於里昂路線中可在獲取鑰匙卡後在警局的武器室內解鎖獲得。
- 2021年—《惡靈古堡 村莊》：命名為「W870TAC」。
- 2021年—《戰地風雲2042》：型號為870MCS，命名為“MCS-880”。
- 2021年—《嚴陣以待》：型號為定製版本Wilson Combat CQB，命名為“870 CQB”。另有豆袋槍版本。
- 2022年—《蔚藍檔案》：千鳥三千留的固有武器「三千留流滿溢霰彈槍」原型。
- 2023年—《生化危机4 重制版》：命名為「W870」，可在初次進入村莊後於民房內牆上獲取。在DLC「逆命殊途」中可於武器商人處購得削短槍身的版本。
- 2023年—《決勝時刻：現代戰爭III 2023》：命名為“Lockwood 680”。
- 2024年—《浩劫殺陣2：車諾比之心》：命名為「M860 Cracker」。

### 漫畫
- 2018年—《裏世界遠足》：型號為M870 Wingmaster，加裝Gator鴨嘴收束器。該槍為冴月交給小櫻，作為家中常備對抗裏世界怪異的武器。

### 輕小說
- 2014年—《刀劍神域外傳Gun Gale Online》：型號為M870 Breacher，由Pitohui所使用。

## 外部連結
- 雷明登870官方頁面
- 雷明登870 Tactical官方頁面
- Modern Firearms-雷明登870
- Nazarian`s Gun`s雷明登870使用手冊（页面存档备份，存于）